# 7 tháng 8
Ngày 7 tháng 8 là ngày thứ 219 (220 trong năm nhuận) trong lịch Gregory. Còn 146 ngày trong năm.

## Sự kiện
- 933 – Mân Đế Vương Diên Quân phục vị sau một thời gian làm đạo tu đạo, ngày Mậu Tý (14) tháng 7 năm Quý Tị.
- 1943 – Báo "Thanh niên" xuất bản tại Sài Gòn ra số đầu tiên ngày 7-8-1943. Tờ báo do kiến trúc sư Huỳnh Tấn Phát chủ trương, với sự cộng tác của nhiều tri thức, nghệ sĩ yêu nước như: Dương Tử Giang, Lưu Hữu Phước, Mạnh Phú Tư, Nguyên Hồng, Chế Lan Viên, Xuân Diệu, ...
- 1945 – Tổng thống Harry S. Truman thông báo thành công vụ ném bom nguyên tử xuống Hiroshima khi đang quay trở về từ Hội nghị Potsdam trên bong chiếc tuần dương hạm hạng nặng USS Augusta (CA-31) ở giữa Đại Tây Dương.
- 1959 – Tại Đài Nam xảy ra trận lụt lớn.
- 1960 – Côte d'Ivoire (tức Bờ Biển Ngà) tuyên bố độc lập.
- 1965 – Singapore tách khỏi liên bang Malaysia.
- 1974 – Quân giải phóng công chiếm Thượng Đức. Kết thúc chiến dịch Thượng Đức.

## Sinh
- 1868 – Giám mục Công giáo tiên khởi người Việt Gioan Baotixita Nguyễn Bá Tòng (m. 1949)
- 1912:
– Võ Chí Công, Chính khách Việt nam (m. 2011)
– Maurice Henry Dorman, đại diện Vương quốc Thịnh vượng chung (m. 1993)[1]
- 1917 – Banja Tejan-Sie, Toàn quyền Sierra Leone 1968-1971 (m. 2000)[2]
- 1929 – Don Larsen, cầu thủ bóng chày Mỹ (m. 2020)
- 1942 – B. J. Thomas, ca sĩ, diễn viên người Mỹ (m. 2021)

## Mất
- 1892 – Nguyễn Đức Ngữ (Đốc Ngữ), thủ lĩnh nghĩa quân chống Pháp cuối thế kỷ 19.
- 1929 – Nguyễn Phúc Nhu Hòa, phong hiệu Đa Lộc Công chúa, công chúa con vua Minh Mạng (s. 1836)
- 1941 – Rabindranath Tagore, nhà thơ Ấn Độ, (s. 1861)
- 2018 - Phạm Xuân Chiểu - Trung tướng Quân lực Việt Nam Cộng hòa
- 2020 - Lê Khả Phiêu - nguyên Tổng Bí thư Ban Chấp hành Trung ương Đảng Cộng sản Việt Nam